# Keyodhoo (Vaavu-atol)
Keyodhoo is een van de bewoonde eilanden van het Vaavu-atol behorende tot de Maldiven.

## Demografie
Keyodhoo telt (stand maart 2007) 335 vrouwen en 359 mannen.